# Šamudovce
Šamudovce é um município da Eslováquia, situado no distrito de Michalovce, na região de Košice. Tem 4,84 km² de área e sua população em 2018 foi estimada em 653 habitantes.

## Demografia
| Ano:        | 1994 | 2004    | 2014    | 2024   |
| ----------- | ---- | ------- | ------- | ------ |
| Broj ljudi: | 407  | 554     | 634     | 619    |
| Razlika:    |      | +36,11% | +14,44% | -2,36% |

| Ano:               | 2023 | 2024   |
| ------------------ | ---- | ------ |
| Número de pessoas: | 620  | 619    |
| Diferença:         |      | -0,16% |